# A Saga dos Confins
A Saga dos Confins (no original, em espanhol, La Saga de los Confines) é uma obra literária juvenil  da autora argentina Liliana Bodoc.
A Saga constitui-se de três livros, cujos títulos são: 
- Volume 1 - Os Dias do Cervo [2]
- Volume 2 - Os Dias da Sombra [3]
- Volume 3 - Os Dias do Fogo [4]

Trata-se de uma obra de fantasia épica que se desenvolve em  mundos imaginários - as chamadas  Terras Férteis e as Terras Antigas. A saga aborda a guerra entre o povo das Terras Férteis e o exército do perverso Misáianes, das Terras Antigas.
A Saga dos Confins começa quando os feiticeiros das Terras Férteis preveem a chegada de navios provenientes das Terras Antigas rivais. Velhas profecias alertam para esse evento, que pode trazer paz ou destruição. A magia, "entendida não como aquilo que não existe, mas como aquilo que ainda não podemos explicar", percorre toda a obra, que a autora concebe "como uma grande metáfora sobre o confronto de dois mundos - um que luta pela vida e o outro que luta pela morte". Bodoc indica dois grandes autores do gênero que serviram de modelo para a sua trilogia: "De Tolkien tomei o estritamente genérico: a batalha, a viagem, o herói, o anti-herói. De Le Guin, o olhar antropológico, profundamente humano e comprometido". O imaginário latino-americano foi adicionado a tudo isso. O resultado é  uma fantástica epopéia, em que o gênero anglo-saxão dialoga com os cronistas das Índias, o Popol Vuh e as lendas mapuche, asteca e maia. "Da geografia à maneira de enfrentar a magia - os meus mágicos não são druidas, mas xamãs, feiticeiros da terra - a referência é americana", diz a autora. "Essa tem sido, se alguma, a grande contribuição da saga".
A obra foi considerada pela crítica como uma metáfora da conquista espanhola da América. 
O primeiro volume da Saga, Os Dias do Cervo,  foi publicado em português, pela Editorial Planeta, em abril de 2010.

## Trama
Nos Confins - o extremo sul das Terras Férteis - habita a tribo dos husihuilkes, representada por Dulkancellín, guerreiro e pai de uma família numerosa. Ele é convocado para representar  seu povo em um Concílio que se reunirá na distante cidade de Beleram, onde estarão presentes todas as populações do continente. O motivo para a ralização desse concílio é decidir o que deve ser feito perante um acontecimento inquietante: sinais mágicos e códigos antigos prenunciam a chegada de estrangeiros do outro lado do mar, conduzidos pelo perverso Misáianes, filho da  Morte  e síntese do  Ódio Eterno. Quando  finalmente  acontece esse encontro, a guerra chega às Terras Férteis, e aos seus habitantes cabe a árdua tarefa de defender sua terra e seu modo de vida. Tudo está ameaçado de extinção.

## Personagens
O personagem principal de Os Dias do Cervo  é  Dulkancellin, guerreiro da tribo husihuilke e líder da luta contra os invasores estrangeiros. Mas toda a sua família também desempenha um importante papel.
 
Thungür, o filho mais velho de Dulkancellin, também é personagem central da guerra e figura principal de Os Dias da Sombra e de Os Dias do Fogo.
 
A Velha Kush, mãe de Dulkancellin, também participa ativamente de toda a saga.
 
Cucub, indivíduo pertencente à raça zitzahay, acrescenta uma dose de humor à saga e acaba por se converter em herói, contra a sua vontade.
 
Também existem personagens mágicos - como o bruxo Kupuka e os demais Bruxos da Terra: o Mastigador, o Apascentador, o Pai do Passo, Três Faces e Welenkin - que lutam com suas próprias armas contra os conquistadores.  A magia é um componente importante na trama dos três romances.
A maioria dos personagens atua em todos os três volumes da saga, podendo desempenhar uma maior participação em determinado momento. Em  Os Dias do Fogo encontramos muitos personagens novatos das Terras Antigas.
Tratando-se das forças do mal, Misáianes é o personagem-chave. É a encarnação do Ódio Eterno e filho da Morte que, após subjugar as Terras Antigas, pretende fazer o mesmo com as Terras Férteis.
A  Morte  tem um papel central em Os Dias da Sombra. Concebe Misáianes, desobedecendo a determinação de não gerar vida.
Outra figura maligna é  Drimus, O Doutrinador, um mago que serve a Misáianes e que direciona seus poderes malignos aos Bruxos da Terra. Adestra cães ferozes e sangrentos que são muito úteis nas batalhas e para farejar pessoas.
Os conquistadores são denominados de  siderésios, palavra que designa um povo constituído de diversas raças, sob uma identidade nacional. Peões de Misáianes, não têm considerável protagonismo individual. São descritos  como seres embrutecidos e cruéis, às vezes fracos e covardes.